# Les Barbares de La Malbaie
Pour plus de détails, voir Fiche technique et Distribution.
Les Barbares de La Malbaie est un film québécois réalisé par Vincent Biron sorti en 2019 et mettant en vedette Philippe-Audrey Larrue Saint-Jacques et Justin Leyrolles-Bouchard.

## Synopsis
Jean-Philippe travaille comme commis dans un magasin d'articles de sport, mais sa vrai passion, c'est le hockey. Il ne sait pas patiner mais il connait toutes les statistiques et son rêve est de devenir agent de joueurs. Il voue une grande admiration à son cousin Yves, ancien joueur de la Ligue nationale de hockey et actuel joueur de l'équipe locale, des Barbares de La Malbaie. Meilleur buteur de l'équipe, ce dernier se blesse au cours d'une partie. Alors qu'il se rétablit, Yves apprend que son équipe a réussi à se qualifier pour les Championnats canadiens qui auront lieu à Thunder Bay en Ontario. Considérant que l'équipe ne peut gagner sans lui, il cherche à réintégrer l'équipe et il convainc son cousin Jean-Philippe de le conduire en voiture à Thunder Bay, à 2 000 km de route. Lors d'un arrêt sur la route dans un bar, ils rencontrent Maureen, une unilingue anglophone qui fera la route avec eux. Jean-Philippe apprendra, durant ce trajet, à connaître l'univers véritable de son idole.

## Fiche technique
Source : IMDb et Films du Québec
- Titre original : Les Barbares de La Malbaie
- Réalisation : Vincent Biron
- Scénario : Éric K. Boulianne (en), Marc-Antoine Rioux, Alexandre Auger
- Musique : Peter Venne
- Direction artistique : Marie-Pier Fortier
- Costumes : Julie Bécotte
- Maquillage : Marie Salvado
- Coiffure : Daniel Jacob
- Photographie : Marie Davignon
- Son : Jean-Sébastien Beaudoin-Gagnon, Christian Rivest, Louis Gignac
- Montage : Alexandre Leblanc
- Production : Hany Ouichou (en), Jeanne-Marie Poulain
- Société de production : art et essai
- Sociétés de distribution : Entract Films
- Budget : 2,5 millions $ CA
- Pays de production :  Canada
- Tournage : hiver 2018, printemps 2019, pendant 31 jours à La Malbaie, Val-D'Or et Thunder Bay
- Langue originale : français
- Format : couleur
- Genre : comédie dramatique
- Durée : 115 minutes
- Dates de sortie :
  - Canada : 18 novembre 2019 (première au théâtre Outremont à montréal)
  - Canada : 22 novembre 2019 (sortie en salle au Québec)
  - Canada : 25 février 2020 (VSD)
- Classification :
  - Québec : Visa général (Déconseillé aux jeunes enfants)[2]

## Distribution
- Philippe-Audrey Larrue Saint-Jacques : Yves Tanguay
- Justin Leyrolles-Bouchard : Jean-Philippe Tanguay
- Erin Margurite Carter : Maureen
- Sophie Goulet : Claire, la mère de Jean-Philippe
- Jean-Michel Anctil : Pierre, l'entraîneur des Barbares
- Vincent Graton : Dan Gé, agent de joueurs
- Alexandre Landry : Vince Bouchard, joueur de la LNH
- Emilie L. Côté : Nathalie Jasmine
- Marcel Leboeuf : patron du magasin de sport
- Maude Landry : Camille, animatrice station de radio
- Florence Longpré : Lysanne, l'ex de Yves
- JiCi Lauzon : Bruno, animateur station de radio
- Thomas Gionet : Karel
- Alexis Lefebvre : Claude « Mustang » Morin
- Alexandre Castonguay : Kengis
- Simon Larouche : Lauzon
- Maxime Genois : Alain, frère d'Yves
- Normand Daoust : M. Rioux, professeur
- Johanne Marie Tremblay : Carole, bar
- Luc Boucher : mécanicien
- Nicolas Letourneau : Stéphane, copain de Claire
- Charles Gaudreau : partisan des Barbares, estrade de La Malbaie
- Pierre Mailloux : partisan des Barbares, estrade de La Malbaie
- Etienne Béliveau : « Barbe rousse », gardien des Barbares
- Émilie Tancrède : Anne-Kim, fille d'Yves
- Richard Jutras : préposé de la Ligue, tenue vestimentaire
- Jean-Charles Lajoie : commentateur radiophonique (voix)